# Fauvette pitchou
Curruca undata
Espèce
Statut de conservation UICN

 NT  : Quasi menacé
La Fauvette pitchou (Curruca undata) est une espèce de passereaux appartenant à la famille des Sylviidae.

## Description et  systématique

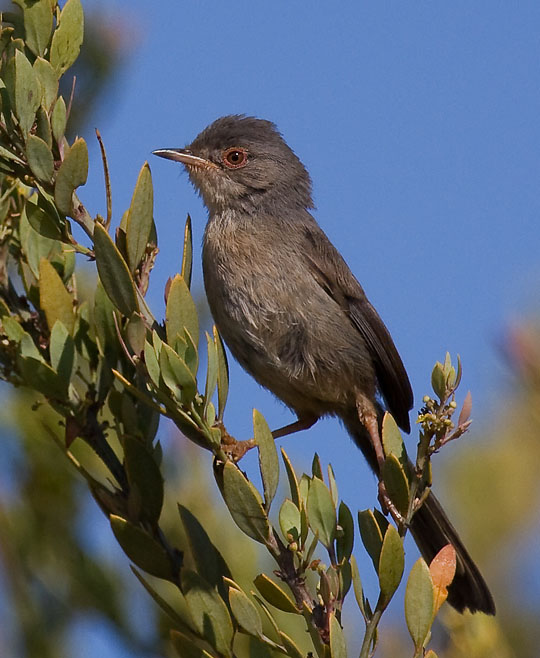
Femelle.

La fauvette pitchou est un petit passereau mesurant environ 13 cm de long.
Elle présente un net dimorphisme sexuel :
- le mâle a les yeux rouges, une couleur grise pour le  dos et la tête, avec un ventre rougeâtre, la gorge rouge tachée de blanc ;
- la femelle est plus pâle sur le dessous, en particulier pour la gorge, et gris-brun sur le dos.Saint-Nazaire (France).Saint-Nazaire (France).

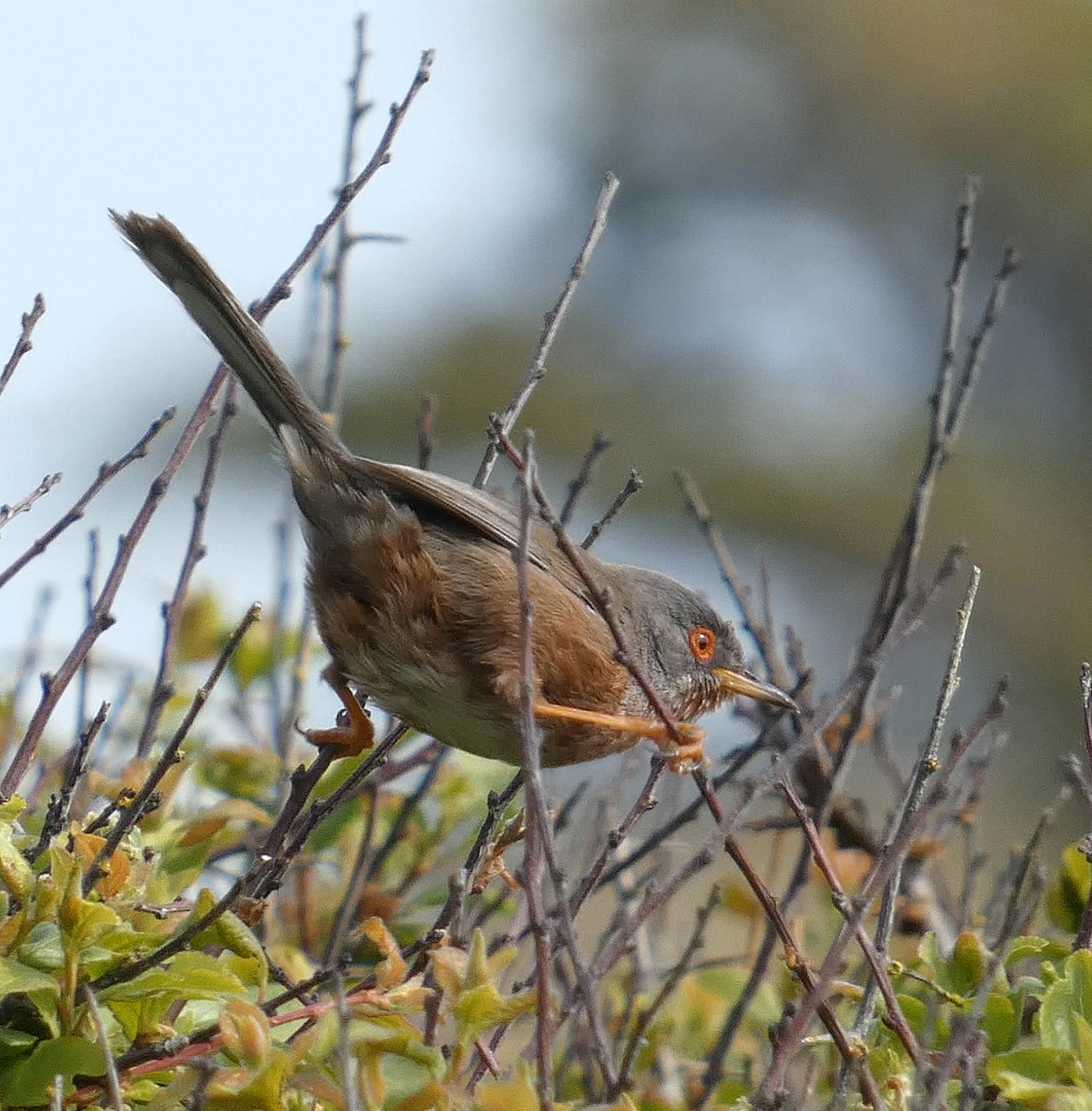
Saint-Nazaire (France).

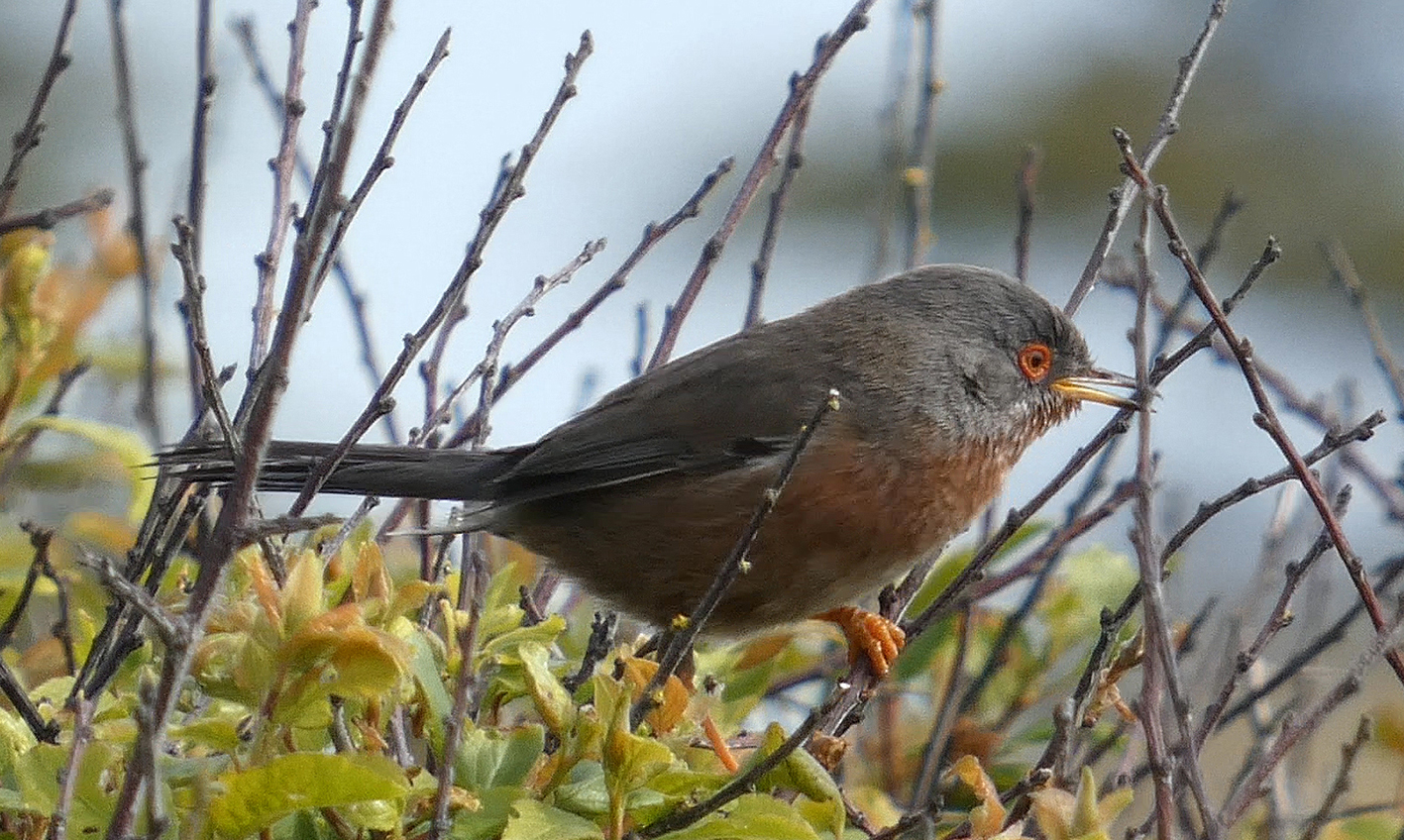
Saint-Nazaire (France).

Cette  fauvette forme probablement une super-espèce avec la Fauvette de l'Atlas, qui à son tour, semble proche de la Fauvette sarde et de la Fauvette des Baléares. Toutes ces espèces ont une étrange ressemblance avec une espèce américaine : la Cama brune, la seule espèce de Sylviidae des Amériques. Pourtant, la Cama brune, est moins étroitement liée au genre Sylvia qu'au genre Paradoxornis. Sa similitude visuelle au groupe des fauvettes européennes est un exemple d'évolution convergente entre oiseaux présentant des caractéristiques d'habitat partagées.

## Comportement

### Alimentation
La fauvette pitchou est essentiellement insectivore, capable de se nourrir d'une large gamme d'insectes ou araignées, notamment de coléoptères, de lépidoptères ou de chenilles.

### Reproduction

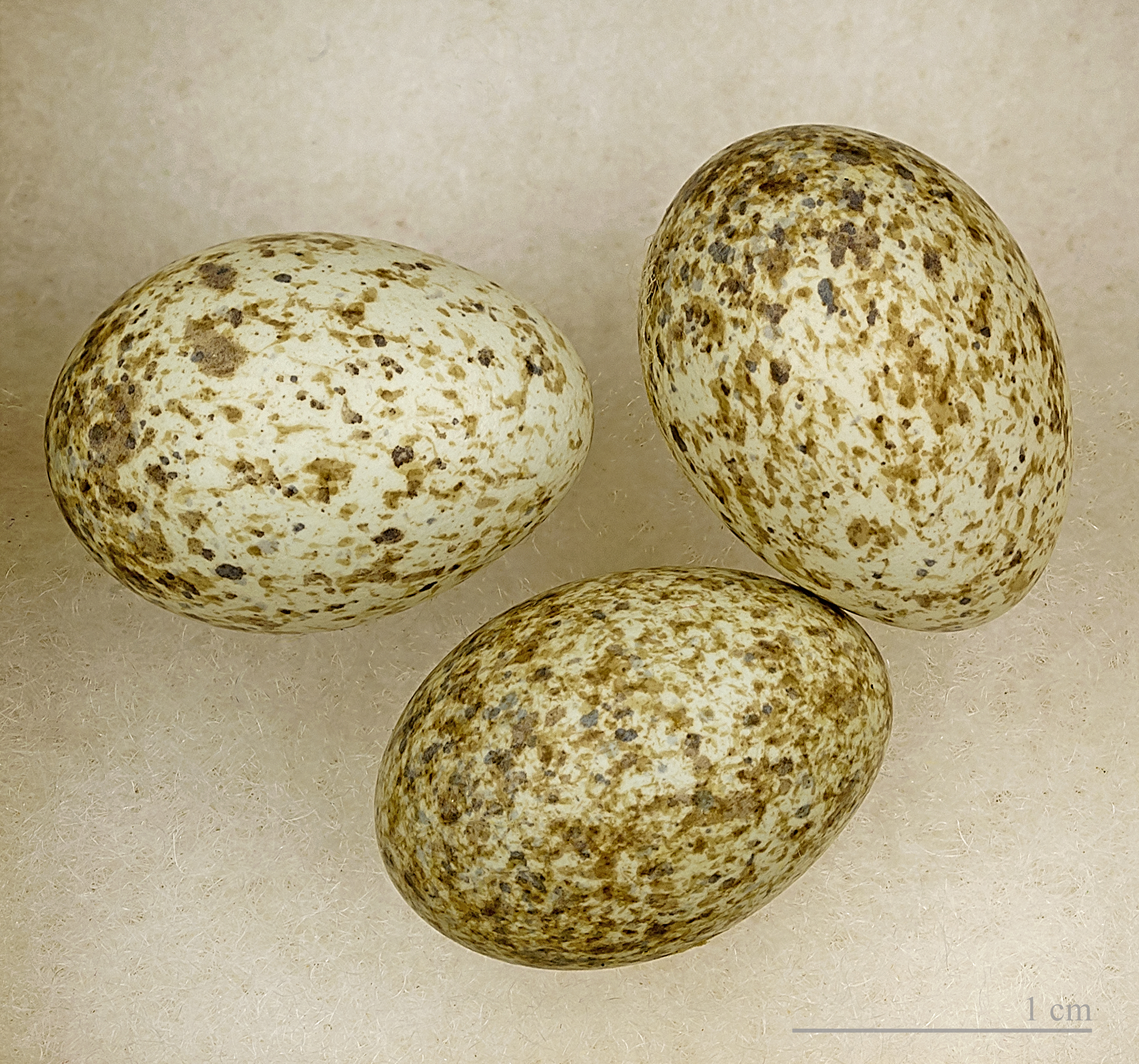
Œufs de Curruca undata - Muséum de Toulouse

Cet oiseau se reproduit dans les paysages de landes souvent près des côtes, dans un nid construit dans des ajoncs ou d'autres arbustes bas. De 3 à 6 œufs sont pondus. Comme ses parents, la jeune fauvette est insectivore, mais elle consomme également des baies.

## Répartition et habitat
Cet oiseau vit dans les régions chaudes de l'ouest de l'Europe, et dans le nord-ouest de l'Afrique.

Son habitat typique est trouvé en Provence, dans le sud de la France. On la trouve dans les zones ouvertes, notamment les landes et les broussailles, et souvent dans les zones côtières.
Son aire de nidification s'étend à l'ouest d'une ligne allant du sud de l'Angleterre au talon de l'Italie.
La Fauvette pitchou est habituellement résidente toute l'année dans son aire de reproduction, mais il existe aussi une migration limitée.

## Systématique
La fauvette pitchou faisait anciennement partie du genre Sylvia, mais a depuis été reclassée dans le genre Curruca après que celui-ci a été séparé de Sylvia.

## État des populations
Cette espèce était autrefois présente dans l'Europe de l'Ouest, jusqu'en Angleterre (son nom anglais Dartford Warblers vient du nom du Dartford Heath, dans le nord-ouest du Kent) où toute la population s'est éteinte au début du XXe siècle. Cet oiseau avait aussi presque complètement disparu de France lors de l'hiver rigoureux de 1962/1963 (époque correspondant aussi à un pic de pollution radioactive des pluies, à la suite des retombées des essais nucléaires atmosphériques), où les ornithologues n'avaient pu compter que 10 couples dans toute la France.

Cependant, cette espèce semble pouvoir bien récupérer si elle retrouve des habitats de bonne qualité, en raison de sa capacité à répéter sa nidification avec un taux élevé de survie pour les jeunes quand ils sont bien nourris. Cette espèce s'est ainsi bien redressée dans certaines régions du Royaume-Uni, avant d'à nouveau décliner en Angleterre (comme ailleurs), en particulier dans les ZPS du bassin de la Tamise (Thames Basin) et Wealden Heaths qui abritaient 26 % de la population anglaise et du pays de Galles. Alors qu'on y comptait encore 1001 couples en 2001, un brutal déclin a été constaté en février 2009 (- 88 % !) avec 117 couples recensés. L'espèce reste donc très vulnérable au Royaume-Uni .
Classée jusqu'au début des années 2000 parmi les espèces de « préoccupation mineure » par l'UICN , la Fauvette pitchou est soupçonnée d'être plus rare qu'on ne l'imagine généralement.
Après une enquête qui a confirmé sa régression, cette espèce a changé de statut en 2008 pour être classée dans la liste des espèces « quasi menacées » .

## Protection
La Fauvette pitchou bénéficie d'une protection totale sur le territoire français depuis l'arrêté ministériel du 17 avril 1981 relatif aux oiseaux protégés sur l'ensemble du territoire. Elle est inscrite à l'annexe I de la directive Oiseaux de l'Union européenne. Il est donc interdit de la détruire, la mutiler, la capturer ou l'enlever, de la perturber intentionnellement ou de la naturaliser, ainsi que de détruire ou enlever les œufs et les nids, et de détruire, altérer ou dégrader son milieu. Qu'elle soit vivante ou morte, il est aussi interdit de la transporter, colporter, de l'utiliser, de la détenir, de la vendre ou de l'acheter.